# La Prépa des INP
 (mars 2025).
 (novembre 2022).
Ne doit pas être confondu avec Classes préparatoires scientifiques ou Concours commun des instituts nationaux polytechniques.
Pour les articles homonymes, voir CPP et INP.
La Prépa des INP est le cycle préparatoire commun au Groupe INP. C'est une formation publique d'enseignement supérieur post-bac d'une durée de 2 ans proposée dans 9 villes : Bordeaux, Cambrai, Clermont-Ferrand, Grenoble, Nancy, Pointe-à-Pitre, Saint-Denis de La Réunion, Toulouse et Valence.
Elle permet, à l'issue des 2 ans, d'entrer dans 32 écoles d'ingénieurs publiques du Groupe INP. Ces écoles sont liées aux 4 instituts nationaux polytechniques : Grenoble INP, Lorraine INP, Bordeaux INP et Clermont-Auvergne INP. Elles font toutes partie des 204 écoles d'ingénieurs françaises accréditées au 1er septembre 2020 à délivrer un diplôme d'ingénieur.

## Historique
La Prépa des INP est créée en 1993 sous le nom de « Cycle Préparatoire Polytechnique » (CPP) et permet d'accéder aux écoles d'ingénieurs des 3 instituts nationaux polytechniques existants à l'époque : Grenoble INP, Lorraine INP et Toulouse INP. La formation est alors présente à Grenoble, Nancy et Toulouse.
En 2009, le Cycle Préparatoire Polytechnique s'agrandit avec l'arrivée de Bordeaux INP et ses 6 écoles d'ingénieurs dans le groupe INP. En 2010, la formation s'agrandit avec la création d'un site à Saint-Denis de La Réunion.
La formation prend le nom de « Prépa des INP » en 2011, mais continue d'être communément appelé CPP au sein de celle-ci.
En 2012, une Prépa des INP est créée à Valence. En 2020, un nouveau site ouvre à Pointe-à-Pitre sous le nom de Prépa INP Caraïbes[réf. souhaitée]. En 2021, La Prépa des INP permet l'accès à de nouvelles écoles avec la création de Clermont-Auvergne INP. La formation est disponible à Clermont-Ferrand. L'année suivante, le cycle préparatoire ouvre à Cambrai et en 2025, c'est au tour du site de Quimper de voir le jour.

## Admission
La Prépa des INP recrute ses élèves après le baccalauréat général. Pour cela, les candidats doivent avoir suivi l'enseignement de spécialité mathématiques ainsi qu'un enseignement de spécialité scientifique au choix parmi physique-chimie (PC), sciences de vie et de la terre (SVT), sciences de l'ingénieur (SI) et numérique et sciences informatiques (NSI). Les élèves provenant d'un lycée étranger avec un enseignement scientifique dominante maths-physique peuvent également postuler,.
La sélection se fait sur dossier et entretien au cours duquel le candidat doit exprimer ses motivations quant à son choix d'orientation vers la filière ingénieur,,.
En 2023, La Prépa des INP offre environ 400 places réparties ainsi :
- Bordeaux : 70[10]
- Cambrai : 22[11]
- Clermont-Ferrand : 24[12]
- Grenoble : 115[13]
- Nancy : 80[14]
- Pointe-à-Pitre : 20[15]
- Saint-Denis de la Réunion : 22[16]
- Valence : 36[17]

## Formation
La formation est découpée sous la forme de 4 semestres. Le cursus s'articule autour d'un tronc commun composé de sciences appliquées (mathématiques, physique, informatique, chimie et biologie) et de sciences humaines et sociales, éducation physique et sportive, langues vivantes, projet professionnel. En deuxième année, les élèves doivent choisir huit enseignements au choix parmi : mathématiques, physique, informatique, chimie, biologie, sciences de l'ingénieur, géosciences, mécanique, matériaux, électronique, génie industriel, écologie et génie des procédés. La deuxième année se termine par un projet pluridisciplinaire et un stage en entreprise de 6 à 8 semaines,.
Le passage en deuxième année est conditionné par l'obtention d'une note minimale de 10/20 au contrôle continu. Les élèves qui n'obtiennent pas ce minimum sont réorientés en fin de première année. Il n'y a pas de redoublement possible. Le taux de passage en deuxième année est compris entre 80 et 90 %.

## Accès aux écoles d'ingénieurs
A l'issue des 2 ans, La Prépa des INP permet d'entrer dans une école d'ingénieurs parmi 32 écoles d'ingénieurs publiques de Grenoble INP, Toulouse INP, Lorraine INP, Bordeaux INP et Clermont-Auvergne INP.
L'évaluation s'effectue au moyen d'un contrôle continu tout au long des deux ans. Au terme des deux années à La Prépa des INP, un classement unique des élèves des huit sites est établi. Les affectations en école se font selon les vœux des élèves et selon le classement. Toutes les écoles sont accessibles quel que soit le campus d'origine.

### Liste des écoles accessibles
Les écoles d'ingénieurs accessibles via La Prépa des INP forment des ingénieurs dans divers domaines, en fonction de leur spécialité : aéronautique et spatial, agronomie, chimie, biologie, gestion de projet, gestion de la production, génie civil, bâtiment et travaux publics, gestion de l'eau, énergie, environnement, électronique, automatique, matériaux, mécanique, robotique, informatique, traitement du signal, télécommunications, mathématiques appliquées, statistique, modélisation, marketing, etc.
En 2023, les 32 écoles sont les suivantes :
| INP | École              | Nom complet | Site                 | Places[réf. nécessaire] |
| --- | ------------------ | --- | -------------------- | ----------------------- |
| Grenoble INP | Ense3              | École nationale supérieure de l'énergie, l'eau et l'environnement                                                   | Grenoble             | 36                      |
| Grenoble INP | Ensimag            | École nationale supérieure d'informatique et de mathématiques appliquées                                            | Saint-Martin-d'Hères | 25                      |
| Grenoble INP | Esisar             | École nationale supérieure en systèmes avancés et réseaux                                                           | Valence              | 7                       |
| Grenoble INP | Génie industriel   | École nationale supérieure de génie industriel                                                                      | Grenoble             | 24                      |
| Grenoble INP | Pagora             | École internationale du papier, de la communication imprimée et des biomatériaux                                    | Saint-Martin-d'Hères | 8                       |
| Grenoble INP | Phelma             | École nationale supérieure de physique, électronique, matériaux                                                     | Grenoble             | 44                      |
| Grenoble INP | Seatech (*)        | École d'ingénieurs de l'Université de Toulon                                                                        | Toulon               | 3                       |
| Lorraine INP | EEIGM              | École européenne d'ingénieurs en génie des matériaux                                                                | Nancy                | 4                       |
| Lorraine INP | ENSAIA             | École nationale supérieure d'agronomie et des industries alimentaires                                               | Vandœuvre-lès-Nancy  | 20                      |
| Lorraine INP | ENSEM              | École nationale supérieure d'électricité et de mécanique                                                            | Vandœuvre-lès-Nancy  | 18                      |
| Lorraine INP | ENSG               | École nationale supérieure de géologie                                                                              | Vandœuvre-lès-Nancy  | 8                       |
| Lorraine INP | ENSGSI             | École nationale supérieure en génie des systèmes et de l'innovation                                                 | Nancy                | 7                       |
| Lorraine INP | ENSIC              | École nationale supérieure des industries chimiques                                                                 | Nancy                | 3                       |
| Lorraine INP | Mines Nancy        | École nationale supérieure des mines de Nancy                                                                       | Nancy                | 12                      |
| Lorraine INP | Polytech Nancy     | École polytechnique de l'université de Lorraine                                                                     | Vandœuvre-lès-Nancy  | 31                      |
| Lorraine INP | Télécom Nancy      | Télécom Nancy | Villers-lès-Nancy    | 11                      |
| Lorraine INP | ENSTIB             | École nationale supérieure des technologies et industries du bois                                                   | Épinal               | 5                       |
| Bordeaux INP | ENSC               | École nationale supérieure de cognitique                                                                            | Talence              | 10                      |
| Bordeaux INP | ENSMAC (ex ENSCBP) | École nationale supérieure de matériaux, d'agroalimentaire et de chimie                                             | Pessac               | 13                      |
| Bordeaux INP | ENSEIRB-MATMECA    | École nationale supérieure d'électronique, informatique, télécommunications, mathématiques et mécanique de Bordeaux | Talence              | 18                      |
| Bordeaux INP | ENSIP              | École nationale supérieure d'ingénieurs de Poitiers                                                                 | Poitiers             | 3                       |
| Bordeaux INP | ENSTBB             | École nationale supérieure de technologie des biomolécules de Bordeaux                                              | Bordeaux             | 6                       |
| Bordeaux INP | ENSEGID            | École nationale supérieure en environnement, géoressources et ingénierie du développement durable                   | Pessac               | 4                       |
| Bordeaux INP | ENSGTI (*)         | École nationale supérieure en génie des technologies industrielles                                                  | Pau                  | 3                       |
| Bordeaux INP | ISA BTP (*)        | Institut supérieur aquitain du bâtiment et des travaux publics                                                      | Anglet               | 2                       |
| Toulouse INP | ENIT (**)          | École nationale d'ingénieurs de Tarbes                                                                              | Tarbes               | 2                       |
| Toulouse INP | ENM (**)           | École nationale de la météorologie                                                                                  | Toulouse             | 2                       |
| Toulouse INP | ENAC (**)          | École nationale de l'aviation civile                                                                                | Toulouse             | 2                       |
| Clermont-Auvergne INP | SIGMA Clermont     | SIGMA Clermont | Clermont-Ferrand     |                         |
| Clermont-Auvergne INP | Polytech Clermont  | École polytechnique universitaire de Clermont-Auvergne                                                              | Clermont-Ferrand     |                         |
| Clermont-Auvergne INP | ISIMA              | Institut d'informatique d'Auvergne                                                                                  | Clermont-Ferrand     |                         |
| Total | Total              | Total | Total                | environ 400             |
| (*) : école non interne à l'INP, partenaire(**) : école partenaire de Toulouse INP continuant de recruter via La Prépa des INP en 2023 |                    | |                      |                         |